# Дъглас (окръг, Невада)
Вижте пояснителната страница за други населени места с името Дъглас.
Окръг Дъглас (на английски: Douglas County) е окръг в щата Невада, Съединени американски щати. Площта му е km², а населението – 48 020 души (2016). Административен център е град Миндън.